# محافظه املج
محافظه املج (به عربی: محافظة أملج) یک منطقهٔ مسکونی در عربستان سعودی است که در استان تبوک واقع شده‌است. محافظه املج ۶۱٬۱۶۲ نفر جمعیت دارد.